# Кагурадзака
Кагурадзака (яп. 神楽坂) — один из кварталов Токио, расположен в районе Синдзюку и ограничен улицами Окубо-дори (яп. 大久保通り) и Васэда-дори (яп. 早稲田通り). Кагурадзака знаменит высококлассными традиционными ресторанами «рётэй» (яп. 料亭 рё:тэй). Здесь же расположен одноимённый квартал гейш и буддийский храм секты Нитирэн Дзэнкокудзи.
В период Хэйан Кагурадзака носил название Усигомэ (яп. 牛込). «Путеводитель по достопримечательностям Эдо» 1830 года указывает, что название «Кагура-дзака» (склон ритуальных танцев) появилось благодаря исполнению там синтоистских танцев во время мацури храма Анахатимангу. Кагурадзака был процветающим кварталом с множеством магазинов и заведений общественного питания, однако неудачная для района прокладка сети общественного транспорта в начале XX века уменьшила его доступность по сравнению с Гиндзой и Нихон-баси. В 1923 году его сильно разрушило Великое землетрясение Канто, а во Вторую мировую войну Кагурадзака пострадала от бомбардировки Токио. С 1956 года движение на улицах Кагурадзаки стало односторонним. В 1991 году был сформирован «Комитет по благоустройству Кагурадзаки», который занимается планированием развития квартала. В 1999 году было объявлено о планах по строительству в Кагурадзаке 31-этажного здания, однако из-за протестов жителей этажность было решено уменьшить до 26.
Ханамати Кагурадзака появился не позднее периода Мэйдзи, в основном благодаря храму Гёгандзи, паломников к которому обслуживали многочисленные чайные дома и увеселительные заведения. Здесь было несколько борделей и домов гейш, причём особенную популярность они сыскали среди писателей, среди которых Нацумэ Сосэки и Мори Огай. Неподалёку от ханамати находятся офисы крупных издательских компаний Обунся и Синтёся.
После упадка, вызванного землетрясением Канто и Второй мировой войной, к ханамати стала возвращаться популярность, важную роль в этом сыграла вышедшая в 1952 году песня местной гейши-певицы Ханко Кагурадзаки под названием «Вальс гейши» (яп. 芸者ワルツ гэйся варуцу). В 1950-х годах в Кагурадзаке работало около 700 гейш. После 1970 года ханамати снова стал терять клиентов, и по состоянию на 2007 год здесь работало всего 30 гейш. В целом этот ханамати имеет репутацию «современного».
В последние пятницу и субботу июля каждого года в Кагурадзаке проходит собственная версия фестиваля Ава-одори.

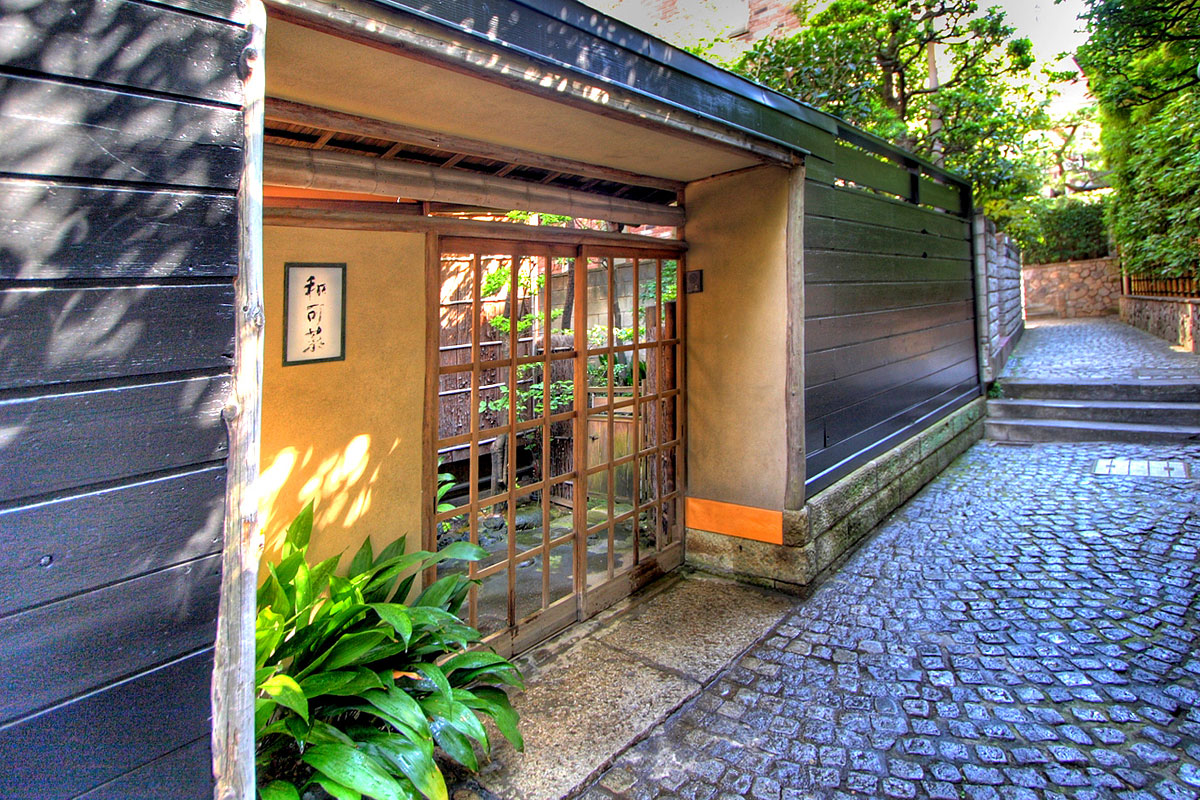
Отель Вакана
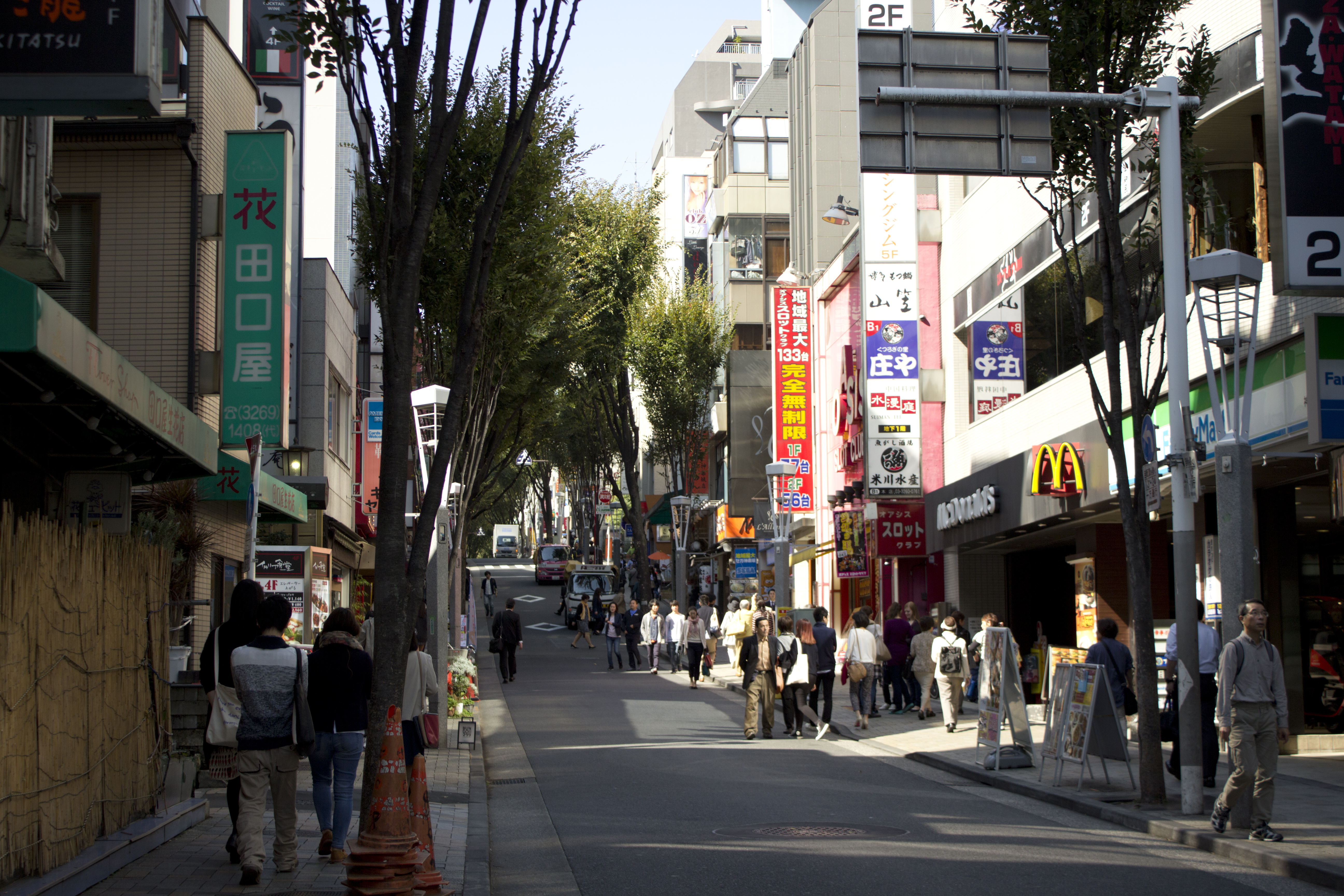
Улица в Кагурадзаке
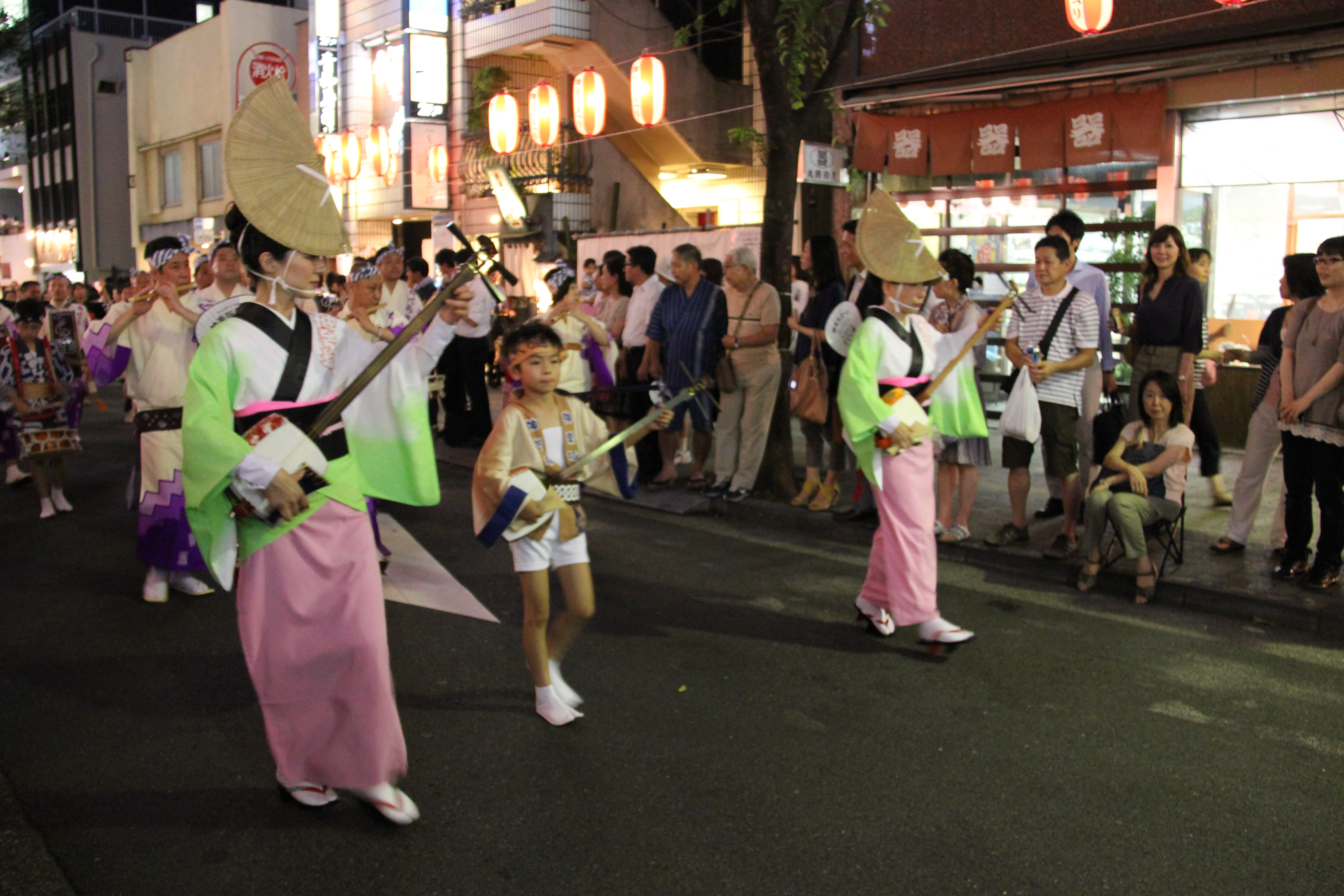
Кагурадзака-ава-одори
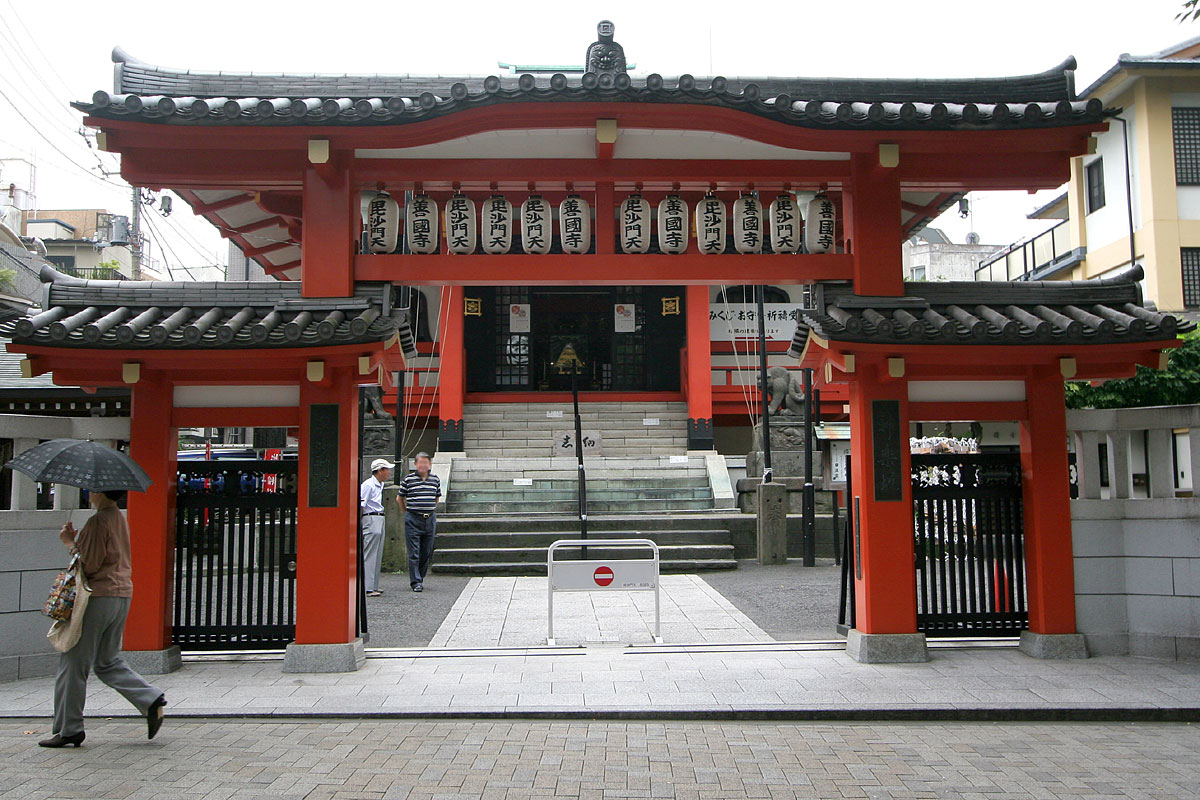
Храм Дзэнкокудзи